# Paris undulata
Paris undulata är en nysrotsväxtart som beskrevs av Hen Li och V.G.Soukup. Paris undulata ingår i släktet ormbärssläktet, och familjen nysrotsväxter. Inga underarter finns listade.